# Lois Anvidalfarei
Lois Anvidalfarei (Badia, 26 gennaio 1962) è uno scultore italiano, di madrelingua ladina.

## Biografia
Dopo il diploma all'istituto d'arte di Ortisei, Anvidalfarei si è perfezionato all'Akademie der bildenden Künste Wien di Vienna, sotto la guida dello scultore greco-austriaco Joannis Avramidis.
Le sue sculture, perlopiù in bronzo, si caratterizzano per una marcata presenza fisica delle figure rappresentate, spesso ritratte nude e come fluttuanti. Queste caratteristiche delle sue opere hanno più volte acceso la polemica da parte della Chiesa, in particolare di quella altoatesina: una prima volta nel 2003, quando il suo Figliol prodigo, collocato in un parco nel centro della città di Bolzano (parco pubblico, ma di proprietà dell'ordine dei Cappuccini), fu ritenuto inadatto dal padre provinciale dell'ordine e spostato nel confinante cortile della Scuola provinciale per le professioni sociali, mentre un'altra polemica la suscitò un gruppo di statue, in particolare quella rappresentante Adamo, rappresentato nudo, esposto ad Ortisei nell'estate del 2008: le pressioni del parroco del paese costrinsero il comune ad accorciare la durata della mostra (che sarebbe dovuta durare fino al 12 ottobre 2008), di modo che fosse smantellata prima della tradizionale processione del 5 ottobre.
Sue opere pubbliche si trovano in Italia (soprattutto in provincia di Bolzano), Austria (ad Innsbruck ha realizzato le opere della cappella della clinica universitaria, mentre opere si trovano a Vienna, Hörbranz e Bezau), Polonia (ad Oświęcim), Germania (Monaco di Baviera).
Numerosissime poi sono le mostre personali e collettive, in diversi paesi europei (Italia, Austria, Germania e Belgio). Ha esposto anche alla LIV Biennale d'arte di Venezia nel 2011 ed al MACRO Testaccio.